# Verordnung über die Zulassung von Ärzten zur Tätigkeit bei den Krankenkassen
Durch die Verordnung über die Zulassung von Ärzten zur Tätigkeit bei den Krankenkassen vom 22. April 1933 wurde „nicht arischen“ Ärzten und solchen, die sich „im kommunistischen Sinne betätigt“ hatten, die kassenärztliche Zulassung entzogen.

## Hintergrund
Im Aufruf zum Judenboykott, den die Reichsleitung der NSDAP am 30. März 1933 im Völkischen Beobachter veröffentlichte, wurde gefordert, die Anzahl der jüdischen Beschäftigten in allen Berufszweigen entsprechend ihrem Bevölkerungsanteil zu begrenzen. Aus taktischen Gründen sollte sich diese Forderung zunächst auf drei Gebiete beschränken, nämlich auf den Beruf der Ärzte, für die Rechtsanwälte und auf den Besuch der „deutschen Mittel- und Hochschulen“ (vergl. Gesetz über die Zulassung zur Rechtsanwaltschaft vom 7. April 1933 und Gesetz gegen die Überfüllung deutscher Schulen und Hochschulen vom 25. April 1933).
Die Verordnung orientiert sich mit ihren Ausnahmebestimmungen an dem kurz vorher erlassenen Gesetz zur Wiederherstellung des Berufsbeamtentums.

## Inhalt
Durch die Verordnung wurde den Ärzten, die „sich im kommunistischen Sinne betätigt“ hatten, und allen „nichtarischen“ Ärzten die kassenärztliche Zulassung mit sofortiger Wirkung entzogen.
Jüdische Ärzte konnten jedoch ihre Zulassung behalten, wenn sie bereits vor 1914 als Soldat oder im Sanitätsdienst tätig gewesen waren oder wenn ihr Vater im Krieg gefallen war. Wer dies geltend machen konnte, behielt im Sinne des Frontkämpferprivilegs ebenfalls die kassenärztliche Zulassung oder konnte sie beantragen.

## Auswirkungen
Das Statistische Reichsamt bezifferte die Anzahl der jüdischen Ärzte (hier nach dem Kriterium der Religionszugehörigkeit) für das Jahr 1933 mit 5.557; das waren rund 10,9 Prozent aller Ärzte in Deutschland. Die Zahl der betroffenen jüdischen Ärzte, die ihre Kassenzulassung verloren und nunmehr allein auf Privatpatienten angewiesen waren, ist nicht bekannt. Bei vergleichbaren Ausnahmeregelungen wie im Gesetz zur Wiederherstellung des Berufsbeamtentums konnten erheblich mehr Juden diese in Anspruch nehmen, als die Nationalsozialisten dies vorher eingeschätzt hatten.
Wenig später wurde die Verordnung entsprechend auf jüdische Zahnärzte und Zahntechniker ausgedehnt.
Nach dem Erlass der Vierten Verordnung zum Reichsbürgergesetz vom 25. Juli 1938 wurde jüdischen Ärzten mit Wirkung vom 30. September 1938 an die Approbation entzogen. Von den 3.152 noch praktizierenden jüdischen Ärzten erhielten 709 eine „widerrufliche Genehmigung“, als „Krankenbehandler“ ausschließlich für jüdische Patienten tätig zu sein.

## Deutungen
Der Historiker Uwe Dietrich Adam stellt heraus, dass Adolf Hitler noch am 7. April 1933 im Kabinett nur eine einschneidende  Regelung für Rechtsanwälte befürwortete, eine gesetzliche Regelung für Ärzte jedoch nicht für opportun hielt, „ehe nicht in dieser Hinsicht eine umfassende Aufklärungsarbeit eingesetzt habe“. Diese Zurückhaltung wird verständlich, weil in einigen Großstädten wie Berlin und Breslau der Prozentsatz jüdischer Ärzte so hoch war, dass eine ausreichende ärztliche Versorgung durch ein Berufsverbot gefährdet erscheinen musste. Überdies war das besondere Vertrauensverhältnis zwischen Arzt und Patient zu berücksichtigen: Es war zu erwarten, dass ein totales Berufsverbot keineswegs  überall beifällig aufgenommen worden wäre.
Reichsarbeitsminister Franz Seldte sah sich dennoch veranlasst, dem Druck der Parteibasis nachzukommen und die Berufsausübung jüdischer Ärzte einzuschränken. Zahlreichen jüdischen Ärzten war nämlich die kassenärztliche Zulassung bereits entzogen worden, ohne dass es dafür eine reichseinheitliche Bestimmung gab. Adam urteilt: „Dies weist auf ein dem nationalsozialistischen  Herrschaftssystem eigentümliches revolutionäres Merkmal hin, fassbar mit der Formel der 'justificatio post eventum': Durch die stetigen, von den Parteistellen verursachten Bewegungsvorgänge rechtsdurchbrechenden Charakters ergab sich der Zwang, den bestehenden Faktizitäten nachträglich die legalisierende Sanktion zu erteilen.“ Auch Ian Kershaw sieht in dem Gesetz den Versuch, die „Legalisierung von Maßnahmen zu sanktionieren, welche häufig bereits illegal von Parteiaktivisten eingeführt worden waren, die bei der Diskriminierung neben wie auch immer gearteten ideologischen Motiven vor allem eigene Interessen verfolgten.“